# Белов, Александр Константинович
Алекса́ндр Константи́нович Бело́в (волхв Селидор; род. 29 марта 1957, Москва) — писатель, один из идеологов славянского неоязычества, создатель наиболее известной славянской неоязыческой боевой практики славяно-горицкая борьба  и связанного с ней направления славянского неоязыческого учения. Член Московской организации Союза писателей России.
Распространение школы ратоборства Белова в России было фактическим распространением и неоязычества, благодаря чему оно стало фактом общественно-религиозной жизни страны. Идеи Белова оказали существенное влиянию на формирование славянского неоязыческого сознания.

## Биография
В 1970-х годах Белов занимался в секции каратэ, в 1982 году получил чёрный пояс. В этом же году он окончил библиотечно-библиографический факультет Московского государственного института культуры, по специальности — филолог. В 1986 году окончил факультет психологии МГУ. На рубеже 1970-х — 1980-х годов работал в Университете дружбы народов имени Патриса Лумумбы, позднее — в Институте патентной информации и в отделе научно-технической информации Проект НИИ «Спецхиммаш». По его словам, в те годы он познакомился с известным психиатром Н. П. Бехтеревой, которая обучила его некоторым «нетрадиционным подходам к пониманию психики человека».
Белов создал систему славяно-горицкой борьбы с помощью этнографа Б. В. Горбунова, специалиста по обрядовой народной борьбе, снабжавшего его сведениями о сохранившихся обычаях. Первые публикации об этой системе появились в 1985—1986 годах в журнале «Клуб». В то же время Белов организовал национальный клуб древнерусских ратоборств, который до середины 1990-х годов являлся единственным центром славяно-горицкой борьбы.
В 1989 году Клуб славяно-горицкой борьбы Белова совместно с ВАСАМФ «Память» Валерия Емельянова сформировал «Московскую языческую общину», первую неоязыческую общину в Москве. В 1989—1990 годах Белов входил в «Память» Емельянова. В 1990 году Белов исключил Емельянова и его сторонников, включая Алексея Добровольского (Доброслава), из своей «Московской языческой общины» за политический радикализм. Руководимая Беловым община, взяла имя «Московская славянская языческая община» (МСЯО), заявила о своей аполитичности и ориентированности лишь на «древнюю славянскую духовность» и отмежёвывалась от фашизма. В ней был принят запрет на членство в политических партиях, однако Белов в 1994 году вошёл в политсовет партии «Русский стиль», созданной при концерне «Гермес», и стал членом редколлегии одноимённого журнала. Также он писал повести и романы, являясь членом Московской организации Союза писателей России. Был главным редактором журнала «Кулачный боец». «Московская языческая община» под руководством Белова выпускала журнал «Сокол». Изначально в общине наметился раскол, который отражал борьбу между двумя тенденциями во всём неоязыческом движении, более умеренными и более националистически настроенными.
В начале 1990-х годов Белов создал «Орден берсерков», затем преобразовал свой борцовский клуб в Национальный клуб древнерусских ратиборств («Община триверов-сварожичей»). В 1997 году он был зарегистрирован в Управлении юстиции Москвы как «Русское воинское сословие». Эта организация выпускала газету «Народная воля». В 1995 году Белов вышел из МСЯО.
В 1990-х годах в ряде городов России при участии Белова была создана Федерация славяно-горицкой борьбы, включающая не менее 50 секций для возрождения «русского воинского сословия». Религиозной основой движения стал культ Перуна, бога воинов. В те годы Белов стал одним из самых влиятельных лидеров неоязычников.
Согласно опросам, к 1996 году славяно-горицкой борьбой занимались около 40 тысяч человек, но далеко не все из них были неоязычниками. В 1997—1998 годах Белов осуществил раскол движения, основав Всемирную лигу славяно-горицкой борьбы, сузив круг её участников, по его словам, до 200 человек. Остальные участники движения образовали большое число автономных групп. Сам Белов руководил московским Клубом «Сварог» (Центральная школа Федерации славяно-горицкой борьбы). В Клуб славяно-горицкой борьбы и Совет координаторов «Московской славянской языческой общины» входил Владимир Авдеев, который с конца 1990-х годов развивал собственное учение «расология» (о превосходстве «нордической расы» над другими). Связи с Беловым поддерживал создатель неоязыческого учения инглиизм Александр Хиневич.

## Взгляды
В начале 1980-х годов начал заниматься магией и стал разделять представления о реинкарнации. Своими предками называл варягов, рассматривая последних как балтийских славян. Также, по его мнению, он происходит от рыцарей Ливонского ордена, сражавшихся на Чудском озере, и заявлял, что посвящён в рыцари потомком польского короля.
В ряде книг Белов касается тем «идеологии варваров», национального самосознания и пантеистического мировоззрения. Он разделял идею жёсткой связи между культурой, языком, темпераментом и расой. Белов писал, что славянам нужна «религия господ», которых он пытался формировать в своих секциях. По его мнению, в славяно-русском мире особым почитанием пользовались воины-ниспровергатели. Суть язычества он видел в активном действии, далёком от «морализации» и «книжной мудрости».
В своих книгах Белов писал об «ариях», пришедших с Северного полюса, которые обладали высокими знаниями задолго до возникновения иудаизма и христианства. Последние завладели этими знаниями «арийцев». Белов осуждал христианство, исказившее или погубившее «древнее арийское наследие». Отождествлял «русов» с различными народами, в том числе с этрусками. По его мнению, все они выросли из мощного праславянского суперэтноса, причём русь он считал более ранним образованием, чем славяне.
Белов считал, что необходимо создание иерархического, корпоративного и милитаризованного общества. Он дистанцировался от фашизма. Предлагал сословное устройство общества и «природосообразный» принцип организации российского государства — «милитариат», воинство. Пытаясь реконструировать из имеющихся фольклорных, археологических, этнокультурных исследований и собственных представлений «славянское языческое мировоззрение», Белов ставил своей целью воспитание воинства как носителя новой традиции, с целью не революционного, а постепенного изменения политического устройства России. Он утверждал, что государство должно управляться особой кастой воинов, милитариев, которым не свойственно обогащение за счёт народа. Он допускал использование всеми восточнославянскими народами «знака Святослава», ставшего государственным символом Украины.
В 1996 году Белов издал книгу «Молот Радогоры» в виде манифеста, направленного на сплочение воинского сословия, которое, по его мысли, должно было подчинить себе власть в стране. В 1998 году издал «Календарь наиболее почитаемых собственно славянских праздников» из пяти праздников: 18 марта Масленица; 30 апреля Радоница; 24 июня Купала; 23 июля Громовик (Перунов день); 24 декабря Хорсов день. Рассказы Белова «Аркона», «Гривна Святовита», а также другие произведения Белова, отражающие представления о славянской мифологии, по выражению А. А. Бескова, наполнены героикой битв, воинского долга и чести.

## Славяно-горицкая борьба
Белов является автором славяно-горицкой борьбы (в переводе на английский — Gorits Fighting), получившей своё название от ритуальных поединков во время тризны на сопке, кургане. «Горицей» он называл сам курган. Борьба сочетает славянский стиль рукопашного боя с элементами английского кэтча, приёмов восточных единоборств и др. На основе сведений из этнографических экспедиций Белова и отзывов на его публикации он выработал главный принцип борьбы — активное передвижение одновременно с активным использованием коленных и локтевых суставов. В 1991 году был проведён Всесоюзный семинар по славяно-горицкой борьбе (участие самого Белова не обозначено). Имеется несколько основных разновидностей стилей славяно-горицкой борьбы: Влесова боротьба (Велесова борьба), своеобразный аналог греко-римской борьбы; стеношная борьба (стенка-на-стенку); охотницкий бой — активное передвижение вокруг противника, атака наскоком; подсайдашный бой — с использованием холодного оружия. К 2010-м годам включал как ударную, так и борцовскую технику-«позем», ножевой и огнестрельный бой. Тренировки, как правило, проводились на природе, включая московский парк Покровское-Стрешнево.
В 2015 году была зарегистрирована Ассоциация бойцов славяно-горицкой борьбы, наиболее крупное славянское неоязыческое объединение в России, которое направлено на изучение боевых искусств. Отделения Ассоциации и независимые клубы славяно-горицкой борьбы действуют в ряде городов и других населённых пунктов России, а также в Белоруссии, Украине, Болгарии, в качестве спорта (штурмовой бой) — также в других странах. Религиозная составляющая объединения проявляется в культе Перуна, рассматриваемого как бог воинов и громовержец, а также в культе воинских тотемов. Обрядность существенно упрощена, поскольку упрощённая обрядовая составляющая, как утверждается, была в походах древнерусских дружинников. В узком кругу Беловым практикуется «внутренний» энергетический стиль борьбы с использованием народной магии. По состоянию на 2016 год отделения Ассоциации бойцов славяно-горицкой борьбы и независимые клубы этого направления действовали во многих городах и сельских населённых пунктах России, а также в Белоруссии, на Украине, в Болгарии, а в качестве спорта (штурмового боя) и в других странах.

## Влияние
Круги, близкие к Белову, формировали первые славянские неоязыческие общины в российской провинции. Распространение школы ратоборства в России было фактическим распространением и неоязычества, благодаря чему оно стало фактом общественно-религиозной жизни страны. Многие, заинтересовавшиеся новым видом боевых искусств, постепенно переходили в неоязычество. По охвату территории и численности последователи славяно-горицкой борьбы составляют крупную группу.
По оценке религиоведа A. B. Гайдукова, книга «Славяно-горицкая борьба» Белова, опубликованная на 2000 год суммарным тиражом более 120 тысяч экземпляров, занимает второе место после «Велесовой книги» по влиянию на формирование славянского неоязыческого сознания в конце 1990-х годов. Славяно-горицкая борьба привлекает радикально настроенных последователей, в том числе тех неоязычников, кто рассматривается как сторонники фашизма.
Влияние Белова испытал писатель-фантаст Василий Головачёв, положительными героями которого выступают волхвы, являющиеся бывшими сотрудниками спецназа ГРУ и органов безопасности, а его любимым героем оказывается мастер боевых искусств, который обладает паранормальными способностями и в одиночку выступает против инфернальных сил из параллельной реальности. Такая направленность появилась у писателя в первой половине 1990-х годов в рамках его увлечения «русским боем» спортивного движения «Радогора», созданного Беловым. В одном из произведений Головачёва говорится о боевых приёмах, которыми владел легендарный славянский богатырь Радогор. Комплекс боевых приёмов назван «Сечей Радогора», что отсылает к спортивному движению Белова.

## Некоторые публикации
- Притяжение чести // Русский вестник. 1991. № 2. С. 7.
- Русская здрава // Русский вестник. 1991. № 3. С. 15.
- Притяжение чести (продолжение) // Русский вестник. 1991. № 4. С. 10.
- Станьте частью окружающего вас мира // Наука и религия. 1992. № 6—7. С. 48—49.
- Поклонение Перуну // Наука и религия. 1992. № 11. С. 16—17.
- Современное славянское язычество : пути национального возрождения // П. В. Тулаев (ред.). Россия и Европа — опыт соборного анализа. М. : Наследие, 1992. С. 385—392
- Славяно-горицкая борьба. Ч. 1: Изначалие. — М.: ОНИЦ «Здоровье народа», 1992. — 135 с. — (Тайны воинских искусств). — ISBN 5-88531-003-3.
- Славяно-горицкая борьба. Ч. 2: Искусство атаки. — М.: ОНИЦ «Здоровье народа», 1994. — (Тайны воинских искусств). — ISBN 5-88531-014-9.
- Триглав // Атака. 1995. № 72: С. 31—33.
- Молот Радогоры. 1996.
- Великий поход : арийская мифология. М.: Современный писатель, 2000.
- Искусство партизанской войны. М. : ФАИР-Пресс, 2003.
- Удар из ниоткуда : азбука боевой магии. М.: Русская панорама, 2007.
- Русь арийская. Наследие предков. Забытые боги славян. — М. : Амрита, 2014. — ISBN 978-5-00053-130-3